# Alexander Zlatanos Ibsen
Alexander Zlatanos Ibsen, född 1981, är en norsk sociolog, politisk rådgivare, författare och skribent.
Ibsen var 2008-2011 med i redaktionen för den norsk-svenska kulturtidskriften Aorta.  Han studerade sociologi vid universitetet i Oslo, och avlade sin doktorsexamen vid University of Arizona 2011. Han arbetade efter examen som politisk rådgivare åt Høyre vid Stortinget, och skriver löpande i Morgenbladet. Sedan 2023 är han nyhetsredaktör i tidskriften Minerva.